# Nkamwanenda
Nkamwanenda är ett periodiskt vattendrag i Burundi.   Det ligger i provinsen Gitega, i den centrala delen av landet, 70 km öster om huvudstaden Bujumbura.
Omgivningarna runt Nkamwanenda är en mosaik av jordbruksmark och naturlig växtlighet. Runt Nkamwanenda är det ganska tätbefolkat, med 239 invånare per kvadratkilometer.